# Sunday at the Village Vanguard
Albums de Bill Evans
Explorations
(1961) Waltz for Debby
(1961)
Sunday at the Village Vanguard est un album du pianiste de jazz Bill Evans paru en 1961.
L'album est le « meilleur enregistrement de jazz live entre 1953 et 1965 » selon le critique Michael C. Bailey. Il est cité dans l'ouvrage de référence de Robert Dimery Les 1001 albums qu'il faut avoir écoutés dans sa vie.

## Historique
Cet album, produit par Orrin Keepnews, a été initialement publié en 1961 par Riverside Records (RLP 376).
Il a été enregistré au club Village Vanguard à New York, le 25 juin 1961. Les titres sont issus de 2 sets de « matinée » (après-midi) et 3 sets de soirée donnés par le trio de Bill Evans.
De ces sessions est aussi issu l'album Waltz for Debby (publié chronologiquement après le présent album). Les titres retenus par Keepnews pour Sunday at The Village Vanguard sont ceux qui mettent le plus en valeur le contrebassiste Scott LaFaro. Ce dernier s'était tué dans un accident de voiture le 6 juillet 1961, quelques jours seulement après l'enregistrement de ces pistes.
Cet album a été aussi édité, en 1973, sous forme de double LP (couplé avec l'album Waltz for Debby), sous le titre The Village Vanguard sessions' (Milestone M 47002). En 1984, le même label Milestone a publié sous forme de LP des prises alternatives inédites sous le titre More from the Vanguard. En 2005, a été publié, un album de 3 cd contenant toutes les prises faites lors de ces sessions sous le titre The complete Village Vanguard Recordings (Riverside Records). Cette dernière édition respecte l'ordre d'enregistrement des titres (matinées et soirées), contient les annonces vocales et une prise incomplète inédite de Gloria's Steps (prise 1).
Après le décès de LaFaro, Evans profondément affecté, n'enregistrera aucun disque en trio pendant plus d'un an (il enregistrera par contre en sideman ou, sous son nom, en duo avec le guitariste Jim Hall).

## À propos du disque
Cet album est issu des derniers enregistrements du mythique trio Bill Evans, Scott LaFaro et Paul Motian. Ce trio, qui a mis en place son jeu lors de sessions à Basin Street East, a révolutionné l'histoire du trio jazz. Dans ce groupe, les trois partenaires, rompant avec la tradition où contrebassiste et batteur se cantonnaient à un rôle d'accompagnement, se livrent à une véritable « improvisation à trois ». Il y a une synergie, une interaction (« interplay ») presque télépathique et une liberté constante entre les trois musiciens. Ces enregistrements du Village Vanguard sont probablement ceux où cet « interplay » entre les trois hommes est arrivé à son plus haut point.[réf. nécessaire]
Le jeu de Bill Evans est ici riche de couleurs harmoniques influencées par sa connaissance de la musique classique et de lignes mélodiques pleines de risques rythmiques, notamment sur Solar. On entend rarement Scott LaFaro jouer de la « walking bass », traditionnelle dans un trio piano/basse/batterie. Au contraire, ses improvisations sont virtuoses, pleines d'énergie, imaginatives et inventives. Paul Motian peut être considéré comme le centre autour duquel LaFaro et Evans gravitent et prennent toutes les libertés possibles. Son jeu, tout en sobriété, finesse et subtilité, permet à LaFaro et Evans de prendre toutes les libertés possibles et à dialoguer.

## Titres de l’album
| No | Titre                         | Auteur          | Durée |
| -- | ----------------------------- | --------------- | ----- |
| 1. | Gloria's Step (prise 2)       | Scott LaFaro    | 6:09  |
| 2. | My Man's Gone Now             | George Gershwin | 6:21  |
| 3. | Solar                         | Miles Davis     | 8:52  |
| 4. | Alice in Wonderland (prise 2) | Sammy Fain      | 8:34  |
| 5. | All of You (prise 2)          | Cole Porter     | 8:17  |
| 6. | Jade Visions (prise 2)        | Scott LaFaro    | 3:44  |

Titres additionnels sur certaines ré-éditions cd :
| No  | Titre                         | Auteur       | Durée |
| --- | ----------------------------- | ------------ | ----- |
| 7.  | Gloria's Step (prise 3)       | Scott LaFaro | 6:54  |
| 8.  | Alice in Wonderland (prise 1) | Sammy Fain   | 6:59  |
| 9.  | All of You (prise 1)          | Cole Porter  | 8:08  |
| 10. | All of You (prise 3)          | Cole Porter  | 5:06  |
| 11. | Jade Visions (prise 1)        | Scott LaFaro | 4:36  |

## Personnel
- Bill Evans : piano
- Scott LaFaro : contrebasse
- Paul Motian : batterie